# WTA Elite Trophy 2015, одиночний розряд
Змагання в одиночному розряді тенісного турніру WTA Elite Trophy 2015 проходили в рамках Туру WTA 2015.
Того року турнір проводився вперше. Вінус Вільямс здобула титул, у фіналі перемігши Кароліну Плішкову з рахунком 7–5, 7–66.

## Сіяні гравчині
| 1. Вінус Вільямс (переможниця) 2. Карла Суарес Наварро (коловий турнір) 3. Кароліна Плішкова (фінал) 4. Роберта Вінчі (півфінал) 5. Каролін Возняцкі (коловий турнір, знялась) 6. Сара Еррані (коловий турнір) | 1. Медісон Кіз (коловий турнір) 2. Еліна Світоліна (півфінал) 3. Єлена Янкович (коловий турнір) 4. Андреа Петкович (коловий турнір) 5. Світлана Кузнецова (коловий турнір) 6. Чжен Сайсай (коловий турнір) |

### Запасні
| 1. Анна Кароліна Шмідлова (в коловому турнірі замінила Каролін Возняцкі) | 1. Варвара Лепченко (не грала) |

## Основна сітка

### Легенда
| - Q = Кваліфаєр - WC = Вайлд-кард - LL = Щасливий лузер | - Alt = Заміна - SE = Виняток - PR = Захищений рейтинг | - w/o = Без гри - r = Зняття - d = Присуджено перемогу |

### Фінальна частина
|  | Півфінали | Півфінали       | Півфінали         | Півфінали | Півфінали |                   |               | Фінал | Фінал | Фінал | Фінал | Фінал |
|  |           |                 |                   |           |           |                   |               |       |       |       |       |       |
|  | 1         | Вінус Вільямс   | 6                 | 6         |           |                   |               |       |       |       |       |       |
|  | 4         | Роберта Вінчі   | 2                 | 2         |           |                   |               |       |       |       |       |       |
|  | 4         | Роберта Вінчі   | 2                 | 2         |           | 1                 | Вінус Вільямс | 7     | 7     |       |       |       |
|  |           |                 |                   |           |           | 1                 | Вінус Вільямс | 7     | 7     |       |       |       |
|  |           | 3               | Кароліна Плішкова | 5         | 6         |                   |               |       |       |       |       |       |
|  | 3         | 3               | Кароліна Плішкова | 5         | 6         | Кароліна Плішкова | 6             | 6     |       |       |       |       |
|  | 3         |                 |                   |           |           | Кароліна Плішкова | 6             | 6     |       |       |       |       |
|  | 8         | Еліна Світоліна | 3                 | 1         |           |                   |               |       |       |       |       |       |

### Група A
|       |               | В Вільямс      | М Кіз          | С Чжен        | Матчів В-П | Сетів В-П   | Геймів В-П    | Положення |
| 1     | Вінус Вільямс |                | 3–6, 7–65, 6–1 | 4–6, 6–1, 6–1 | 2–0        | 4–2 (66.7%) | 32–21 (60.4%) | 1         |
| 7     | Медісон Кіз   | 6–3, 65–7, 1–6 |                | 6–3, 6–2      | 1–1        | 3–2 (60%)   | 25–21 (54.3%) | 2         |
| 12/WC | Чжен Сайсай   | 6–4, 1–6, 1–6  | 3–6, 2–6       |               | 0–2        | 1–4 (20%)   | 13–28 (31.7%) | 3         |

За рівної кількості очок положення визначається: 1) Кількість перемог; 2) Кількість матчів; 3) Якщо двоє тенісисток після цього ділять місце, особисті зустрічі; 4) Якщо троє тенісисток після цього ділять місце, кількість виграних сетів, кількість виграних геймів; 5) Рішення організаційного комітету.

### Група B
|    |                      | К Суарес Наварро | Е Світоліна    | А Петкович | Матчів В-П | Сетів В-П | Геймів В-П    | Положення |
| 2  | Карла Суарес Наварро |                  | 7–64, 1–6, 3–6 | 6–0, 6–0   | 1–1        | 3–2 (60%) | 23–18 (56.1%) | 2         |
| 8  | Еліна Світоліна      | 64–7, 6–1, 6–3   |                | 7–64, 6–3  | 2–0        | 4–1 (80%) | 31–20 (60.8%) | 1         |
| 10 | Андреа Петкович      | 0–6, 0–6         | 64–7, 3–6      |            | 0–2        | 0–4 (0%)  | 9–25 (26.5%)  | 3         |

За рівної кількості очок положення визначається: 1) Кількість перемог; 2) Кількість матчів; 3) Якщо двоє тенісисток після цього ділять місце, особисті зустрічі; 4) Якщо троє тенісисток після цього ділять місце, кількість виграних сетів, кількість виграних геймів; 5) Рішення організаційного комітету.

### Група C
|   |                   | К Плішкова    | С Еррані | Є Янкович     | Матчів В-П | Сетів В-П   | Геймів В-П    | Положення |
| 3 | Кароліна Плішкова |               | 6–0, 6–3 | 6–4, 3–6, 6–2 | 2–0        | 4–1 (80.0%) | 27–15 (64.3%) | 1         |
| 6 | Сара Еррані       | 0–6, 3–6      |          | 4–6, 5–7      | 0–2        | 0–4 (0%)    | 12–25 (32.4%) | 3         |
| 9 | Єлена Янкович     | 4–6, 6–3, 2–6 | 6–4, 7–5 |               | 1–1        | 3–2 (60%)   | 25–24 (51.0%) | 2         |

За рівної кількості очок положення визначається: 1) Кількість перемог; 2) Кількість матчів; 3) Якщо двоє тенісисток після цього ділять місце, особисті зустрічі; 4) Якщо троє тенісисток після цього ділять місце, кількість виграних сетів, кількість виграних геймів; 5) Рішення організаційного комітету.

### Група D
|       |                                         | Р Вінчі                   | Возняцкі АК Шмідлова           | Світлана Кузнецова             | Матчів В-П | Сетів В-П           | Геймів В-П               | Положення |
| 4     | Роберта Вінчі                           |                           | 1–6, 0–6 (w/ АК Шмідлова)      | 6–4, 6–4                       | 1–1        | 2–2 (50%)           | 13–20 (39.4%)            | 1         |
| 5 Alt | Каролін Возняцкі Анна Кароліна Шмідлова | (w/ АК Шмідлова) 6–1, 6–0 |                                | 5–7, 2–2, rit. (w/ К Возняцкі) | 0–1 1–0    | 0–2 (0%) 2–0 (100%) | 7–9 (43.8%) 12–1 (92.3%) | X 3       |
| 11    | Світлана Кузнецова                      | 4–6, 4–6                  | 7–5, 2–2, rit. (w/ К Возняцкі) |                                | 1–1        | 2–2 (50%)           | 8–12 (40%)               | 2         |

За рівної кількості очок положення визначається: 1) Кількість перемог; 2) Кількість матчів; 3) Якщо двоє тенісисток після цього ділять місце, особисті зустрічі; 4) Якщо троє тенісисток після цього ділять місце, кількість виграних сетів, кількість виграних геймів; 5) Рішення організаційного комітету.